# Scission syndicale de 1947 en France
En 1947 et 1948, la CGT subit plusieurs départs de syndicats dus à une politisation grandissante du fait de la guerre froide.
La CGT réunifiée en 1935, voit de nouveau la majorité communiste et la minorité socialiste se scinder en 1948 et amener la création de Force ouvrière par la minorité.
Certaines fédérations refusent de choisir entre les deux camps et préfèrent sauvegarder leur union en prenant leur autonomie. C'est le cas de l'importante Fédération de l'Éducation nationale (FEN), d'autres organisations comme le Syndicat national unitaire des impôts et bien d'autres, comme les composantes de la future Confédération autonome du travail CAT qui sera constituée le 12 novembre 1953.